# Cratere Akycha
Akycha è un cratere sulla superficie di Callisto.